# Newton by Castle Acre
Newton by Castle Acre is een civil parish in het bestuurlijke gebied Breckland, in het Engelse graafschap Norfolk.